# Едгар фон Шпігель фон унд цу Пекельсгайм
Барон Едгар фон Шпігель фон унд цу Пекельсгайм (нім. Edgar Freiherr von Spiegel von und zu Peckelsheim; 9 жовтня 1885 — 15 травня 1965, Бремен) — німецький офіцер-підводник, дипломат і письменник, капітан-лейтенант кайзерліхмаріне, оберфюрер СС.

## Біографія
Представник дуже давнього знатного вестфальського роду. 1 квітня 1903 року вступив на флот. З 27 березня 1909 року служив на легкому крейсері «Корморан», з яким брав участь у придушенні Сокехського повстання. Учасник Першої світової війни. З 3 вересня 1914 по 17 березня 1916 року — командир підводного човна SM U-32, з 10 лютого 1917 року — SM U-93. 30 квітня 1917 року Шпігель помітив невеликий британський вітрильник «Приз» в Ла-Манші і вирішив атакувати його палубною гарматою, проте вітрильник виявився кораблем-пасткою. Під час бою Шпігель і 2 члени екіпажу U-93 випали за борт, проте були врятовані екіпажем «Призу», коли їхній човен відступив, і взяті в полон. Всього за час бойових дій потопив 15 кораблів загальною водотоннажністю 38 040 тонн і пошкодив 2 кораблі загальною водотоннажністю 9806 тонн. Незабаром після звільнення з полону 24 листопада 1919 року звільнений у відставку.
Спочатку Шпігель працював в судноплавній галузі. В кінці 1920-х років перейшов в автомобільну промисловість і став генеральним директором німецького філіалу американської фірми Graham-Paige в Берліні. Член НСДАП (партійний квиток №348 182) і СС. Після приходу нацистів до влади вступив на дипломатичну службу. В 1936/37 роках працював в німецькому посольстві в Лондоні, після чого був призначений генеральним консулом в Новому Орлеані. Після початку Другої світової війни Шпігель з підвалу консульства таємно повідомляв по радіо німецьким підводним човнам про торгові кораблі, які прямували з Нового Орлеану в Англію. ФБР провело розслідування щодо звинувачення Шпігеля у шпигунстві та формуванні «п'ятої колони». Після оголошення війни США в грудні 1941 року Шпігель був змушений покинути країну і був призначений консулом в Марселі. В серпні 1944 року перед взяттям міста союзниками покинув Марсель. В листопаді 1944 року зарахований в штаб рейхсфюрера СС.

## Звання
- Морський кадет (1 квітня 1903)
- Фенріх-цур-зее (15 квітня 1904)
- Лейтенант-цур-зее (28 вересня 1906)
- Оберлейтенант-цур-зее (27 березня 1909)
- Капітан-лейтенант (12 березня 1915)
- Оберфюрер СС (1942)

## Нагороди
- Орден Корони (Пруссія) 4-го класу з мечами
- Залізний хрест 2-го і 1-го класу
- Почесний хрест ветерана війни з мечами